# Geologia forense
La Geologia forense, comprende numerose branche delle Scienze della Terra e studia l'applicazione delle tecniche geo-scientifiche ai casi giudiziari, sia penali che civili. Le applicazioni delle Scienze della Terra coinvolgono la mineralogia, la petrografia, la pedologia, la geofisica, la geochimica, la sedimentologia, la geotecnica, l'idrogeologia, la geoarcheologia, la geomorfologia, il telerilevamento, la paleontologia ecc. Viste le numerose discipline geologiche coinvolte nelle indagini giudiziarie, l'espressione Geoscienze forensi si rivela più completa.
Sovente, in molte tipologie di crimini le differenti discipline afferenti alle geoscienze intervengono in modo complementare, con un approccio multidisciplinare, al fine di ottenere informazioni essenziali e/o utili fonti di prova.

## Pedologia forense
La Pedologia forense ricerca, studia ed analizza le tracce di terreno collegate ad un reato. Nel contesto delle analisi forensi, il termine terreno è riferito a qualsiasi materiale di origine geologica costituito da elementi sciolti quali sabbie, fanghi o suolo.
Il terreno può fornire importanti informazioni per collegare un soggetto ad un luogo e per chiarire la dinamica di un crimine, perché può essere trasferito da un luogo all'altro per deposizione su superfici mobili, quali calzature, pneumatici o attrezzi da lavoro. Molti crimini vengono commessi all'aperto dove l'ambiente, che non è un sistema chiuso, è capace di interscambiare elementi con chi lo frequenta. Il terreno è un sistema costituito, a livello microscopico, da numerose componenti che si sono formate e sviluppate nel corso del suo lungo processo di formazione. Tale processo è condizionato da molti fattori: la natura della roccia madre, il clima, la topografia, i microrganismi e la vegetazione presenti ed il tempo. Ai fattori sopraelencati se ne associano altri dovuti all'uomo che influisce sulle componenti di un terreno con l'apporto di sostanze e materiali vari (frammenti di laterizi, vetri, sostanze chimiche ecc.), presenti in quantità proporzionali ai caratteri spazio-temporali dell'antropizzazione. In ragione di questa complessità si osservano notevoli differenze tra campioni di terreno, al punto da registrare importanti variazioni delle componenti e delle loro proporzioni anche in aree ristrette. L'analisi accurata dei terreni permette una caratterizzazione dei campioni al punto da poterli distinguere anche se raccolti a pochi metri di distanza. Per tali evidenze, l'impiego delle analisi geologiche e pedologiche dei terreni è eccellente come supporto alle indagini giudiziarie.

## Geofisica forense
La Geofisica forense studia, localizza e mappa oggetti nascosti e/o elementi sotterrati o in ambiente subacqueo. Tale disciplina utilizza una vasta gamma di tecniche elettromagnetiche che hanno la potenzialità di verificare un contrasto delle proprietà fisiche tra un target ed il materiale in cui è sepolto o contenuto. Le strumentazioni elettromagnetiche, quali il GPR (Ground Penetrating Radar o georadar) ed il metal detector, attraverso i quali è possibile ottenere un'immagine approssimata della variazione della proprietà fisiche nei primi metri di terreno o nei manufatti, rappresentano le tecniche elettive per le indagini investigative. Inoltre, tali metodi hanno il potenziale di indagare rapidamente, in modo non invasivo, aree estese dove si è cercato di obliterare una sepoltura clandestina o, in generale, un target forense. Generalmente, anomalie delle variazioni dei parametri fisici possono risultare potenzialmente interpretabili come generate da materiali estranei sepolti. Con tali tecniche è quindi possibile individuare e delimitare precisamente il luogo di occultamento del target in questione, fino anche a riconoscere prove di occupazione umana, perturbazione antropica del terreno o scavo del suolo, sia recente che a distanza di anni.

## Geotecnica forense
A volte le opere antropiche presentano condizioni e prestazioni diverse rispetto a quelle attese in fase di progettazione rispetto al contesto geologico e geotecnico ove esse si situano. Tali condizioni possono essere causate da carenze nei materiali da costruzione o per una non corretta valutazione dei parametri di comportamento di un sistema geotecnico. Generalmente la geotecnica forense viene applicata relativamente a due situazioni caratteristiche: di collasso (manifestato, incipiente o presunto) o di danneggiamento del sistema geotecnico. Nel primo caso si procede alla verifica sulle cause dell'evento; nel secondo si analizzano le ripercussioni delle deformazioni in atto sulla struttura in elevazione. La geotecnica forense studia lo stato dei fatti da un punto di vista geometrico, spaziale e temporale, analizza la documentazione tecnico-amministrativa in possesso delle parti, definisce indagini integrative o sostitutive di quelle eventualmente già a disposizione anche nell'ottica di un successivo programma di ripristino e/o di messa in sicurezza del sito.

## Geochimica forense
La Geochimica forense campiona e studia elementi organici ed inorganici laddove si verificano crimini ambientali legati all'inquinamento di suolo, acqua superficiale e/o profonda, atmosfera e rocce. L'analisi geochimica delle tracce in ambito forense è in grado di determinare l'origine e la tipologia dei contaminanti ed i processi di interazione tra i contaminanti ed i contaminati. Le indagini geochimiche possono fornire un importante supporto anche per le indagini collegate ad eventi come omicidi, violenze, furti. Le analisi geochimiche maggiormente applicate in ambito forense sono le analisi degli elementi in traccia e le analisi degli isotopi radioattivi e stabili. La composizione isotopica di un materiale geologico può fornire rilevanti informazioni per delineare dinamiche criminali. Inoltre, attraverso questo tipo di analisi è possibile datare il materiale e talvolta i processi subiti dal materiale stesso.

## Geoarcheologia forense
La Geoarcheologia forense tratta l'individuazione ed il recupero di resti umani. Il recupero dei resti con tecniche proprie dell'archeologia forense (analisi del contesto e scavo stratigrafico in situ) possono fornire informazioni sulle modalità di deposizione e/o occultamento di un cadavere permettendo di evidenziare utili informazioni agli investigatori. 
Lo studio dei luoghi, dei resti e del contesto può stabilire la natura umana o animale dei reperti, procedendo ad una prima datazione in modo da stabilirne l'epoca della morte e valutarne così la competenza giudiziaria. Qualora i resti risultassero di interesse investigativo, possono subentrare analisi e studi di carattere antropologico per l'identificazione generica e per la redazione di un profilo biologico del soggetto a cui appartengono.